# Battle Hymns
Battle Hymns — дебютний студійний альбом американського гурту Manowar, представлений у 1982 році.

## Передісторія та запис
Після запису свого першого демо, до якого увійшли композиції «Shell Shock» і «Battle Hymn», гурту вдалось укласти договір із підрозділом EMI — Libery Records.
Лауреат кінопремії Оскар, відомий американський актор і режисер, Орсон Веллс взяв участь у записі альбому. Його можна почути в композиції «Dark Avenger». Як згадував вокаліст Ерік Адамс, гурт вирішив, що його голос надто високий для оповідей в пісні, а їм потрібний низький голос, схожий на голос Орсона Веллса. Представник звукозаписної компанії і виконавчий продюсер альбому Роберт Карії вирішив зв'язатись із самим Веллсом і запропонував йому взяти участь у записі. Веллсу було надіслано текст пісні, коротка біографія гурту і опис творчих ідей. Пропозиція йому сподобалась, але він повідомив, що записуватись зможе тільки у Європі. Окрім самої пісні, Веллс записав фразу «Ladies and gentlemen, from the United States of America, all hail Manowar», із якої розпочинаються всі концерти гурту. Також разом із Manowar він записав пісню «Defender», яка двічі була представлена як сингл у 1983 і 1994 роках. У переробленому вигляді вона з'явилась в альбомі «Fighting The World».

## Значення та критика
Battle Hymns не здобув комерцийного успіху і після його виходу EMI розірвала контракт із гуртом. Альбом вважається найбільш нетиповою роботою Manowar.
У багатьох піснях гурт звертається до таких соціальних тем як безробіття, протест проти рідного дому та війна у В'єтнамі. У своїх наступних альбомах гурт більше не повертався до даної тематики.
Рецензент All Music Guide назвав альбом надзвичайно багатообіцяючим стартом гурту, високо оцінивши професіоналізм музикантів. У книзі «500 найкращих хеві-метал альбомів всіх часів» канадського музичного журналіста і головного редактора журналу Brave Words & Bloody Knuckles Мартіна Попоффа альбом посів 295 місце.

## Композиції
| Перша сторона | Перша сторона | Перша сторона |
| #             | Назва         | Тривалість    |
| ------------- | ------------- | ------------- |
| 1.            | «Death Tone»  | 4:48          |
| 2.            | «Metal Daze»  | 4:18          |
| 3.            | «Fast Taker»  | 3:56          |
| 4.            | «Shell Shock» | 4:04          |

| Друга сторона | Друга сторона    | Друга сторона |
| #             | Назва            | Тривалість    |
| ------------- | ---------------- | ------------- |
| 1.            | «Manowar»        | 3:35          |
| 2.            | «Dark Avenger»   | 6:20          |
| 3.            | «William's Tale» | 1:52          |
| 4.            | «Battle Hymn»    | 6:55          |

## Учасники запису
- Ерік Адамс (Eric Adams) — вокал
- Джої Демайо (Joey DeMaio) — чотири- та восьмиструнна бас-гітара, бас-педалі
- Росс Фрідмен (Ross «The Boss» Friedman) — гітара, клавішні
- Донні Хамзік (Donny Hamzik) — ударні, перкусія

А також
- Орсон Веллс — оповідач
- Боб Керрі — виконавчий продюсер
- Джо Фолья — інженер
- Джим Сессоді — помічник інженера
- Джон Анджелло — помічник інженера
- Джо Бресціо — мастеринг
- Джон Стіллуел — конструювання та обслуговування обладнання
- Білл Беркс — артдиректор
- Джонатан Лурі — дизайнер
- Гері Раддел — ілюстрація